# Bertsdorf-Hörnitz
Bertsdorf-Hörnitz település Németországban, azon belül Szászország tartományban. Lakosainak száma 2006 fő (2023. december 31.).

## Népesség
A település népességének változása:
| Lakosok száma | 2096 | 2113 | 2042 | 2016 | 2006 |
|               | 2017 | 2019 | 2021 | 2022 | 2023 |